# Riverdale (California)
Riverdale è un census-designated place (CDP) degli Stati Uniti d'America, situato in California, in particolare nella contea di Fresno.